# كانون 30 دي
كانون 30 دي كاميرا من إنتاج كانون بدقة 8.2 ميجابيكسل، أعلن عنها في يوم 21 فبراير 2006.